# Жирайр Маргарян
Жирайр Маргарян (вірм. Ժիրայր Մարգարյան; нар. 13 вересня 1997, Єреван) — вірменський футболіст, захисник рівненського «Вереса», на правах оренди грає за «Урарту», та національної збірної Вірменії.

## Клубна кар'єра
Вихованець «Бананца». З 2013 року грав у другій команді, у 2015 році дебютував за основну.
У 2018 році підписав контракт з «Шираком», за наступні два сезони зіграв 71 матч, після чого перейшов до складу «Арарату». В тому ж 2020 році повернувся до «Шираку» на правах оренди.
У січні 2022 року підписав контракт з рівненським «Вересом», проте не встиг дебютувати за команду в офіційних матчах через початок повномасштабного вторгнення Росії в Україну. Пішов в оренду у клуб «Урарту», де починав свою футбольну кар'єру.

## Міжнародна кар'єра
Дебютував за збірну Вірменії 11 листопада 2021 року в матчі кваліфікації чемпіонату світу проти Північної Македонії.

## Досягнення
- Володар Кубка Вірменії (3): 2015/16, 2020/21, 2022/23
- Чемпіон Вірменії (1): 2022/23